# پارسیان زنجان

زنجان در نقشهٔ زبانی قبل از جنگ جهانی اول، ۱۲۸۹. برای اکثر ساکنین استان امروزی و شهر زنجان به رنگ فارسی رنگ‌آمیزی شده است، برای روستاهای پیرامون زنجان ترکی آذری مشخص شده است.

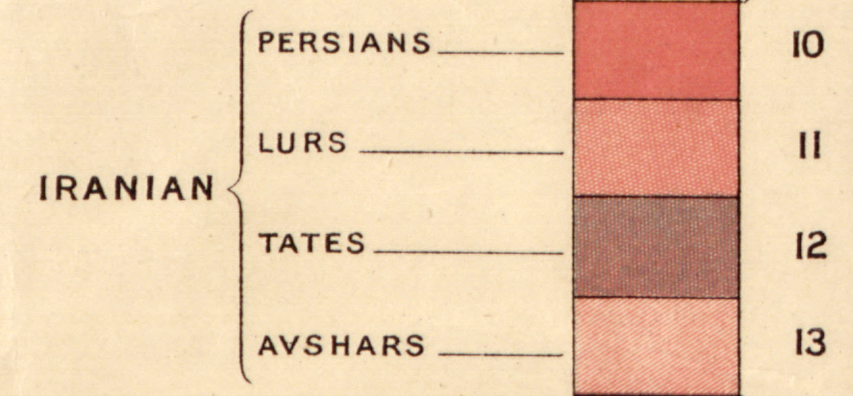
اقوام مشخص شده (لرها، تات‌ها)

پارسیان زنجان گروهی از مردمان پارسی‌زبان هستند که در استان زنجان و نواحی شهرستان ابهر، شهرستان طارم و شهرستان ایجرود زندگی می‌کنند. زبان پارسی میانه پیش از گسترش زبان ترکی در سراسر این استان گویشور داشته است، اما امروزه به دلیل تُرک‌سازی، گسترهٔ آن محدود شده است. زبان تاتی از بخشی از شمال طارم علیا دامنهٔ کوه البرز برجای مانده است، در حدود ۸ روستا (چرزه، باکلور، جمال آباد، قسمتی از آبادی هزارود، بندرگاه، سیاورود، نوکیان، قوهیجان) تات هستند و مردم روستاهای سفید کمر، سعید آباد علیا، سعید آباد سفلی و خوئین در شهرستان ایجرود نیز به زبان تاتی سخن می‌گویند. همچنین مردم دهستان درسجین از توابع شهرستان ابهر نیز به زبان لری بختیاری سخن می‌گویند، که شامل روستاهای خلیفه حصار و میلان، شیورین، آقچه کند، ارکین و درسجین می‌باشد.

## فهرست روستاها استان زنجان
- خلیفه حصار و میلان
- شیورین
- درسجین
- ارکین
- آقچه کند
- خوئین
- سفید کمر
- سعید آباد سفلی
- سعید آباد علیا
- قوهیجان
- نوکیان
- سیاورود
- بندرگاه
- هزارود
- چرزه
- شیخ جابر
- گرنه

در کتاب تاریخ زنجان چنین آمده است:
زبان مادری چند قریه از بخش ابهر و طارم و حومه قبیل خوئین و درسجین ابهررود و سیاه‌رود فُرْسْ قدیم(پارسی کهن) است.
تاتی با توجه به اینکه یکی از زبان‌های ایرانی شمال غربی است بیشترین نزدیکی را به زبان‌های کردی، گورانی، زازاکی، تالشی، گیلکی، مازندرانی و بلوچی دارد.
نظرات بسیاری در مورد ریشه تاتی داده شده است. برخی به شباهت‌های تاتی با اوستایی و برخی نیز به شباهت‌ها و پیوندهای تاتی با پارتی اشاره داشته‌اند. برخی نیز تاتی را به همراه تالشی، مازندرانی، گیلکی و کردی-گورانی، بازمانده‌های زبان مادی کهن دانسته‌اند. دیاکونوف در این‌باره می‌گوید:

«در زمان حاضر هم تات‌ها و تالشان و گلیک‌ها و مازندرانی‌ها به زبان‌هایی سخن می‌گویند که خود بقایای زبان هندواروپائی می‌باشد که در آغاز زبان ماد شرقی بوده است. امتیاز ویژه این زبان‌ها کهنه‌گی و مهجوری ترکیب اصوات می‌باشد که با زبان پارسی تفاوت داشته و با مادی، پارتی و اوستایی مناسبت دارد.»

## پیشینه
در نوشته‌های مورخان و جغرافی‌دانان اسلامی به زبان آذری اشاره شده است.
قدیم‌ترین منبع دربارهٔ زبان آذری باستانی قول ابن مقفع (۱۴۲ه‍.ق/۷۵۹م) است که در الفهرست نقل شده است. به گفتهٔ ابن مقفع زبان مردم آذربایجان پهلوی (الفهلویه) است منسوب به پهله (فهله) یعنی سرزمینی که شامل ری و اصفهان و همدان و ماه نهاوند و آذربایجان بوده است. پهلوی در اینجا به معنای پارتی (ااشکانیان) یا باقی‌ماندهٔ لهجهٔ پارتی در زاگرس مرکزی و شمالی است.
مؤلف دیگری که از زبان آذری باستان نام برده مسعودی (د ۳۴۶ه‍.ق/۹۵۷م) است که در ۳۱۴ه‍.ق/۹۲۶ از تبریز دیدار کرده است. این مؤلف از میان زبان‌های ایرانی پهلوی، دری و آذری را ذکر کرده است که ظاهراً در نظر او مهم‌ترین زبان‌ها و گویش‌های ایرانی بوده‌اند.

## تاریخ فراموش شدن زبان آذری باستان
تضعیف تدریجی آذری با رسوخ ترک زبانان به آذربایجان ایران شروع شد. اولین ترک زبانان در زمان محمود غزنوی وارد منطقه شدند. ولی این در زمان سلجوقی بود که قبایل ترک شروع به مهاجرت گسترده به آذربایجان کرده و در آنجا سکنی گزیدند. جمعیت ترکی در دوره اتابکان الدنیز آذربایجان (۵۳۱–۶۲۲ هجری) همچنان رشد کرد، ولی اوج آن در دوره ایلخانان مغول بود که اکثریت سربازان شان ترک بودند و آذربایجان را به مرکز سیاسی خود بدل ساختند. زدوخورد و ناآرامی پیوسته که به مدت ۱۵۰ سال بین افول ایلحانان و صعود صفویان در آذربایجان حکمفرما بود، باز موجب جذب عناصر نظامی ترک بیشتری به منطقه شد. در این دوره آذری در دوره ترکمانان قرا قویونلو و آق قویونلو آذری با سرعتی بیشتر از قبل منقرض شد، تا جایی که صفویان که در اصل طایفه‌ای ایرانی زبان بودند ترکی سازی شدند و ترکی را به عنوان زبان بومی خود اختیار کردند.

### آذری باستان
زبان آذری را باید دنباله زبان مادی دانست. هیچ مدرک تاریخی در دست نیست که نشان دهد پیش از غلبه ترکی زبان دیگری جانشین زبان مادی در آذربایجان شده باشد. جز آن که می‌توان تصور کرد که زبان اشکانی و سپس تاتی به نوبت در مرکزهای بزرگ آذربایجان تا اندازه‌ای رواج یافته و اثرهایی در آذری به وجود آورده است. چون از زبان مادی باستان اثر مستقلی در دست نیست و از آن جز برخی اصطلاح‌ها و نام‌ها و واژه‌های پراکنده، بیشتر در کتیبه‌های هخامنشی، به جا نمانده است، تشخیص دقیق‌تر آذری و خصوصیات آن تنها از مطالعه آثار آذری دوره اسلامی و همچنین بقایای آذری در آذربایجان کنونی امکان‌پذیر است.

### آذری پس از حمله عرب‌ها
سخن گفتن به آذری در آذربایجان طی نخستین قرن‌های اسلامی در کتاب‌های گوناگون روشن شده است. قدیمی‌ترین مرجع در این راستا، گفته ابن مقفع (متوفی۱۴۲ هجری/۷۵۹ میلادی) به نقل ابن ندیم است که زبان آذربایجان را پهلوی (الفهلویه)، منسوب به فهله، یعنی سرزمینی دربرگیرنده اصفهان، ری، همدان، ماه نهاوند و آذربایجان، می‌شمارد. همین قول در عبارت حمزه اصفهانی (به نفل یاقوت در معجم البلدان) و مفاتیح العلوم خوارزمی منعکس است.
حکمرانی صفوی که در ابتدا مبتنی بر حمایت قبایل ترک بود و پس از این که حکومت پایگاهی گسترده‌تر یافت همچنان مورد حمایت و تأثیر قزلباشان بود به نوبه خود به گسترش ترکی و افول آذری، که حداقل دیگر در مراکز شهری مورد استفاده قرار نگرفت، کمک کرد و ترکی تدریجاً به عنوان زبان آذربایجان شناخته شد. نتیجتاً لفظ آذری توسط برخی مؤلفین ترک و در پی آنان شرقشناسان غربی به ترکی آذربایجان گفته شد.
ذکر واژه آذری را پس از ابن مقفع در کتاب البلدان یعقوبی می‌توان یافت که نزدیک ۲۷۸ هجری/۸۹۱ قمری نوشته شده است. وی مردم آذربایجان را مخلوطی از ایرانیان آذری و جاودانیهٔ قدیم می‌شمارد و به نظر می‌رسد منظورش آذربایجانی‌های مسلمان و آذربایجانی‌های پیرو بابک خرّم‌دین است. ابن حوقل (درگذشتهٔ ۳۷۱ هجری/ ۹۸۱ میلادی) نوشته است: «زبان مردم آذربایجان و بیشتر مردم ارمنستان ایرانی (الفارسیه) است که آن‌ها را به هم پیوند می‌زند و عربی نیز میان آنان به کار می‌رود و از آنان که به فارسی سخن می‌گوید، کمتر کسی است که عربی را نفهمد…»
پروفسور پیتر گلدن در کتاب خود که یکی از جامع‌ترین کتاب‌ها دربارهٔ تاریخ گروه‌های مختلف ترک چاپ شده است روند ترکی زبان شدن آذربایجان را به سه مرحله بخش کرده است:
یاقوت حموی می‌گوید: «مردم آذربایجان را زبانی است که آن را آذری (الاذریه) می‌نامند و مفهوم کسی جز آنان نیست رواج آذری را هم‌زمان حمله مغول تأیید می‌کند. زکریا بن محمد قزوینی در آثار البلاد که در ۶۷۴ هجری/۱۲۷۵ میلادی نوشته شده است می‌گوید که: «هیچ شهری از دستبرد ترکان محفوظ نمانده است مگر تبریز». چنین برمی‌آید که دست کم تا زمان اباقا از کارایی ترکی بر کنار بوده است.
نخست ورود سلجوقیان و مهاجرت قبایل اغوز به ناحیه آذربایجان و آران و آناتولی، دوم حمله مغولان که بیشتر سربازان شان ترک‌تبار بودند، و سوم دوران صفویان که بسیاری از قبایل اغوز-ترکمان قزلباش از آناتولی به ایران سرازیر شدند.
«ابوعبدالله مقدسی» نویسندهٔ اواخر سدهٔ چهارم ق. ایران را به هشت اقلیم تقسیم نموده می‌نویسد: «زبان مردم این هشت اقلیم، ایرانی (العجمیة) است؛ جز این که برخی دری و بعضی پیچیده (منغلق) است و همهٔ آن‌ها فارسی نامیده می‌شود». و می‌افزاید که «فارسی آذربایجان در حروف، به فارسی خراسان شبیه است»
مردم آذربایجان پیش از رواج ترکی به زبانی که از گویش‌های مهم ایران بوده و به فراخور نام آذربایجان آذری خوانده می‌شده است، سخن می‌گفته‌اند. آن زبان که با زبان ری و همدان و اصفهان از یک دست بوده است، تا سدهٔ دهم و به گمان بسیار مدت‌ها پس از آن نیز زبان غالب آذربایجان بوده است.
پس از حملات عرب‌ها گروهی از مردم مراغه از آن شهر کوچیده و به منطقه رودبار الموت رفتند. این کوچندگان امروز نیز به نام مراغی‌ها نامیده می‌شوند و در ۷–۸ روستای رودبار الموت سکونت دارند. آن‌ها زبان اصلی مادی مراغه آذربایجان را حفظ کرده‌اند و امروز نیز به زبان ایرانی آذری سخن می‌گویند.
حمدالله مستوفی، دین مراغی‌های الموت را آیین مزدکی نامیده است.

### فراموش شدن زبان آذری باستان
تضعیف تدریجی آذری با رسوخ ترک‌زبانان به آذربایجان ایران شروع شد. اولین ترک‌زبانان در زمان محمود غزنوی وارد منطقه شدند. ولی این در زمان سلجوقی بود که قبایل ترک شروع به مهاجرت گسترده به آذربایجان کرده و در آنجا سکنی گزیدند. جمعیت ترکی در دوره اتابکان الدنیز آذربایجان (۵۳۱–۶۲۲ هجری) همچنان رشد کرد، ولی اوج آن در دوره ایلخانان مغول بود که اکثریت سربازان شان ترک بودند و آذربایجان را به مرکز سیاسی خود بدل ساختند. زدوخورد و ناآرامی پیوسته که به مدت ۱۵۰ سال بین افول ایلحانان و صعود صفویان در آذربایجان حکمفرما بود، باز موجب جذب عناصر نظامی ترک بیشتری به منطقه شد. در این دوره آذری در دوره ترکمانان قراقویونلو و آق‌قویونلو آذری با سرعتی بیشتر از قبل منقرض شد، تا جایی که صفویان که در اصل طایفه‌ای ایرانی زبان بودند ترک‌سازی شدند و ترکی را به عنوان زبان بومی خود اختیار کردند.
حکمرانی صفوی که در ابتدا مبتنی بر حمایت قبایل ترک بود و پس از این که حکومت پایگاهی گسترده‌تر یافت همچنان مورد حمایت و تأثیر قزلباشان بود به نوبه خود به گسترش ترکی و افول آذری، که حداقل دیگر در مراکز شهری مورد استفاده قرار نگرفت، کمک کرد و ترکی تدریجاً به عنوان زبان آذربایجان شناخته شد. نتیجتاً لفظ آذری توسط برخی مؤلفین ترک و در پی آنان شرقشناسان غربی به ترکی آذربایجان گفته شد.
در اثر مهاجرت ترک‌های آسیای مرکزی به آذربایجان و دیگر عوامل که عموماً در فاصله سده‌های پنجم تا دهم هجری رخ داده است و ادامه این مهاجرت، زبان ترکی کم‌کم زبان آذری را به بوته فراموشی سپرده، خود جای آن را گرفته است.
پروفسور پیتر گلدن در صفحه ۳۸۶ کتاب خود که یکی از جامع‌ترین کتاب‌ها دربارهٔ تاریخ گروه‌های مختلف ترک چاپ شده است روند ترکی زبان شدن آذربایجان را به سه مرحله بخش کرده است:
نخست ورود سلجوقیان و مهاجرت قبایل اغوز به ناحیه آذربایجان و آران و آناتولی، دوم حمله مغولان که بیشتر سربازان شان ترک‌تبار بودند، و سوم دوران صفویان که بسیاری از قبایل اغوز-ترکمان قزلباش از آناتولی به ایران سرازیر شدند.
دکتر محمد جواد مشکور دربارهٔ آمدن تیره‌های ترک به آذربایجان می‌نویسد:
پیشامدهای متناوب یکی پس از دیگری آذربایجان را آماج تهاجمات پیاپی قرار داد. با نفوذ اقوام ترک و گسترش زبان ترکی، سیطرهٔ زبان آذری محدود و رفته رفته رو به کاهش نهاد. در دوران مغول‌ها که بیشتر سربازان آنان ترک بودند و آذربایجان را تخت‌گاه خود قرار دادند، ترکان در آن جا نفوذ گسترده‌ای یافتند. حکومت ترکمانان آق قویونلو و قراقویونلو و اسکان آنها در آذربایجان بیش از پیش مایه رونق ترکی و تضعیف زبان «آذری» شد. جنگ‌ها و عصیان‌هایی که در فاصله برافتادن و برخاستن صفویان پیش آمد سربازان ترک بیشتری را به آذربایجان سرازیر کرد. وجود قزلباش‌های ترک نیز مزید بر چرایی شد و زبان ترکی را در آن سرزمین رونق بخشید. از جمله دیگر کسانی که تبریز و مراغه را پایتخت خویش قرار دادند هلاکوخان ایلخانی بود.
ولادیمیر مینورسکی در دانش‌نامه اسلام فرایند تغییر زبان مردم آذربایجان را چنین توضیح می‌دهد:
در حدود قرن شش هجری تحت لوای سلجوقیان قبیله غوز ابتدا در تعداد اندک و سپس در تعداد قابل توجهی آذربایجان را اشغال می‌نمایند. در نتیجه مردمان ایرانی‌زبان آذربایجان و نواحی ماوراء قفقاز تبدیل به ترک‌زبان شدند، هرچند که ویژگی‌های تمایزبخش زبان ترکی آذربایجانی، مانند آواهای فارسی و نادیده گرفتن تطابق صوتی، منشأ غیرترکی جمعیت ترک‌زبان شده را منعکس می‌کند.
ریچارد فرای نیز زبان آذری را زبانی گسترده و زبان اصلی در جغرافیای آذربایجان می‌داند. به نظر وی این زبان غالب آذربایجان از قرن چهاردهم میلادی به‌طور تدریجی جایگاهش را به ترکی آذربایجان داد.
R. N. Frye, "The peoples of Iran" in Encyclopædia Iranica.
نقل قول:
The long and complex history of Azari (q.v.), a major Iranian language and the original language of the region, and its partial replacement with Azeri Turkish, the present-day language of Azerbaijan, is surveyed in detail and with a wealth of citations from historical sources elsewhere in the Encyclopaedia (see AZERBAIJAN vii). Although the original Azari gradually lost its stature as the prevalent language by the end of the 14th century, the fact that the region had produced some of the finest Persian writers and poets of classical Persian, including Qaṭrān of Tabriz, Neẓāmi of Ganja, Ḵāqāni of Širvān, Homām of Tabriz (q.v.), Awḥadi of Marāḡa, Zayn-al-ʿĀbedin of Širvān, Maḥmud of Šabestar, Ṣafi-al-Din of Urmia, ʿAbd-al-Qāder of Marāḡa, etc. , has induced literary historians to talk of “The School of Azerbaijan” (Rypka).</ref>
پروفسور ژان دورینگ شرق‌شناس و موسیقی‌دان نیز تأیید می‌کند که شهر تبریز در قرن ۱۵ میلادی هنوز ترک‌زبان نشده بود.
Jean Druing, "The Spirit of Sounds: The Unique Art of Ostad Elahi", Cornwall Books, 2003. pg 172: "In this Maqased ol al-han (1418), Maraghi mentions the Turkish and the Shirvani tanbour, which had two strings tuned in second (which the Kurds and Lors call Farangi) and was quite popular among the inhabitants of Tabriz (a region which ws not yet Turkish speaking at the time)</ref>

## گویش‌های کنونی
باوجود تضعیف زبان آذری باستانی از زمان غلبهٔ مغول، گویش‌های آن زبان به گونهٔ کامل از میان نرفته، بلکه هنوز هم به صورت پراکنده و بیش‌تر با نام تاتی با آن‌ها سخن می‌گویند. این گویش‌ها از شمال به جنوب عبارت‌اند از:
- کرنگان از روستاهای شهرستان ورزقان در استان آذربایجان شرقی.
- کلاسور و خوینرود از روستاهای شهرستان کلیبر در استان آذربایجان شرقی.
- گلین‌قیه از روستاهای شهرستان مرند در استان آذربایجان شرقی.
- عنبران از شهرهای شهرستان نمین در استان اردبیل.
- بیش‌تر روستاهای بخش شاهرود شهرستان خلخال در استان اردبیل.
- یعقوب اردبیلی
- مغربی تبریزی
- بانو باغبان اردبیلی[۳۹]

## آثار آذری
دمی بر عاشق خود مهربان شوکزی سر مهرورزی کست و نی کست
به عشق‌ات گر همام از جان برآیذمواژش کان بوان بمرت وارست
کرم خا و ابری بشم بوینیبه بویت خته بام ژاهنام

کلمه بوری را کربلایی حسین تبریزی از خواجه عبدالرحیم اژابادی نقل می‌کند که به معنی بیا است.
در لهجه هرزندی در هرزند آذربایجان مانند لهجه کارنگی در آذربایجان که هر دو در قرن بیستم ثبت گردیدند. دو کلمه بیری و بوراه هر دو به معنی آمدن و از یک ریشه هستند.
و همچنین در لکی واژه بوری به معنی بیا هنوز کاربرد دارد

## واژه‌های آذری
در واژه‌نامه‌ای به نام «فرهنگ جهانگیری» (سدهٔ یازدهم ق) به صراحت میان زبان مردم تبریز و زبان ترکی جدایی نهاده، نوشته شده است: «آژخ (=زگیل): به ترکی «لوینک» و به زبان تبریز «سکیل» گویند». در ادامه، به نمونه‌هایی از این واژگان آذری اشاره می‌شود:
کیا، صادق: «آذریگان؛ آگاهی‌هایی دربارهٔ گویش آذری»، تهران، ۱۳۵۴</ref> (کیا، ص ۱۵). در ادامه، به نمونه‌هایی از این واژگان آذری اشاره می‌شود:
- چراغله = کرم شب‌تاب.[۴۵]

چراغله = کرم شب‌تاب (کیا، ص ۱۱)؛ زوال = انگشت (همان، ص ۱۴)؛ زیوال = شبنم (همان‌جا)؛ سودان = سار (همان، ص ۱۶)؛ سور = لوچ (همان‌جا)؛ شفت = ناهموار (همان، ص ۱۷)؛ شم = کفش (همان، ص ۱۸)؛ نگ/ تگ = کام دهان (همان، ۱۸ و ۳۰)؛ کلاه‌دیوان = قارچ (همان، ص ۲۱)؛ کنگر = جغد (همان، ص ۳–۲۲)؛ مشکین‌پر = خفاش (همان، ص ۲۴)؛ مله = ساس (همان‌جا)؛ انین = نیزه (همان، ص۲۹)؛ تیته = مردمک (همان، ص ۳۱)؛ برز = بلندی (همان، ص ۳۹)؛ کریوه = عقبه (همان‌جا)؛ سهراب = سرخاب (همان، ص ۴۰).
- زوال = انگشت.[۴۶]
- زیوال = شبنم.[۴۷]
- سودان = سار.[۴۸]
- سور = لوچ.[۴۹]
- شفت = ناهموار.[۵۰]
- شم = کفش.[۵۱]
- نگ/ تگ = کام دهان.[۵۲]
- کلاه‌دیوان = قارچ.[۵۳]
- کنگر = جغد.[۵۴]
- مشکین‌پر = خفاش.[۵۵]
- مله = ساس.[۵۶]
- انین = نیزه.[۵۷]
- تیته = مردمک.[۵۸]
- برز = بلندی.[۵۹]
- کریوه = عقبه.[۶۰]
- سهراب = سرخاب.[۶۱]

## ویژگی آوایی و صرفی زبان آذری
از آنجا که اردبیل چه قبل از اسلام و چه بعد از آن مرکز آذربایجان بوده است، می‌توان تصور کرد نویسندگان اسلامی هنگام صحبت از زبان آذری بیشتر به زبان این شهر نظر داشته‌اند و می‌توان چنین پنداشت که زبان و دوبیتی‌های شیخ‌صفی نمودار یکی از گویش‌های مهم آذری است. محدودیت این دوبیتی‌ها و نیز تصحیف و تحریف آنها موجب شده است که پی بردن به ویژگیهای آوایی و صرفی-نحوی آن‌ها دشوار گردد. با اینهمه به بعضی از ویژگی‌های به دست آمده از این دوبیتی‌ها می‌توان یقین داشت. از آن جمله:
1. ویژگیهای آوایی: تبدیل d بعد از مصوت (در مراحل قدیم‌تر: t میان دو مصوت) به r مانند «دِلَر» (= دلت)، «شرم» (= شدم، رفتم)، «آمریم»، (= آمدیم)، «بری» (= بود) و غیره. در ۲ گویش هرزندی (گلین قیه) و گویش کلاسور نیز این ویژگی دیده می‌شود مثلاً zora (= زاده، پسر) vör (= باد، واد)، Kar (= خانه، کده)، amārā (= آمد) و غیره. چنان‌که از گویشهای طارم و خوئین و رامند و رودبار الموت برمی‌آید، این قاعده در جنوب آذربایجان رواج نداشته است. قاعدهٔ دیگر بازماندن «ژ» اصلی در آغاز کلمات است چنان‌که در کلمات ـژیر» به معنی زندگی (قس: Jyd در پارتی) و «ژر» (= زد) دیده می‌شود. قاعدهٔ دیگر واکدار شدن «چ» قدیم ایرانی و تبدیل آن به «ج» است مانند «ریجی» (= می‌ریزد) و «نواجی» (= نمی‌گویی). دیگر وجود مصوتی میانی که معمولاً آن را با a یا ö نشان می‌دهند. دیگر به کار بردن «ه» به جای «خ» مانند «هرده» (= خورده).[۶۲]
2. ویژگیهای صرفی: از ویژگیهای صرفی این زبان وجود ۴ دسته ضمیر شخصی در حالت‌های فاعلی، مفعولی، ملکی و متصل است. دیگر کاربرد نش» به جای‌شناسهٔ دوم شخص مفرد مضارع التزامی مانند «مواجش» (= نگویی) و کاربرد «ی» برای شناسهٔ سوم شخص مفرد مضارع اخباری مانند «ریجی» (= می‌ریزد) است دیگر از خصوصیات صرفی فعل، ساختن مضارع یا یک نوع مضارع از صفت مفعولی قدیم است که عموماً بن ماضی گفته می‌شود مانند «بکشتیم» (= می‌کشم)، «بهشتیم» (= میَهلم)، «ندشتیم» (= نمی‌آزارم). دیگر قلب مضاف و مضاف‌الیه است مانند «اویانی بنده» (= بندهٔ خدا). «چوگان گوییم» (= گوی چوگانم) و غیره. دیگر اینکه شناسهٔ اول شخص مفرد به جای «ام»، «دایم» بوده است. بسیاری از واژه‌های آذری که پاره‌ای از ویژگیهای آوایی مذکور، در آنها حفظ شده است، هنوز هم در زبان مردم نقاط مختلف آذربایجان متداول است.[۶۲]

## همسنجی بعضی واژه‌های آذری در سایر زبان‌های خانواده ایرانی
پائول رودینگ، بعضی واژگان زبان آذری با کردی سورانی و زازاکی را مقایسه کرده است:
| des | des | ده | de |